# Estação Ferroviária de Pero Negro
A estação ferroviária de Pero Negro é uma gare da Linha do Oeste, que serve a localidade de Pero Negro, no concelho de Sobral de Monte Agraço, em Portugal.

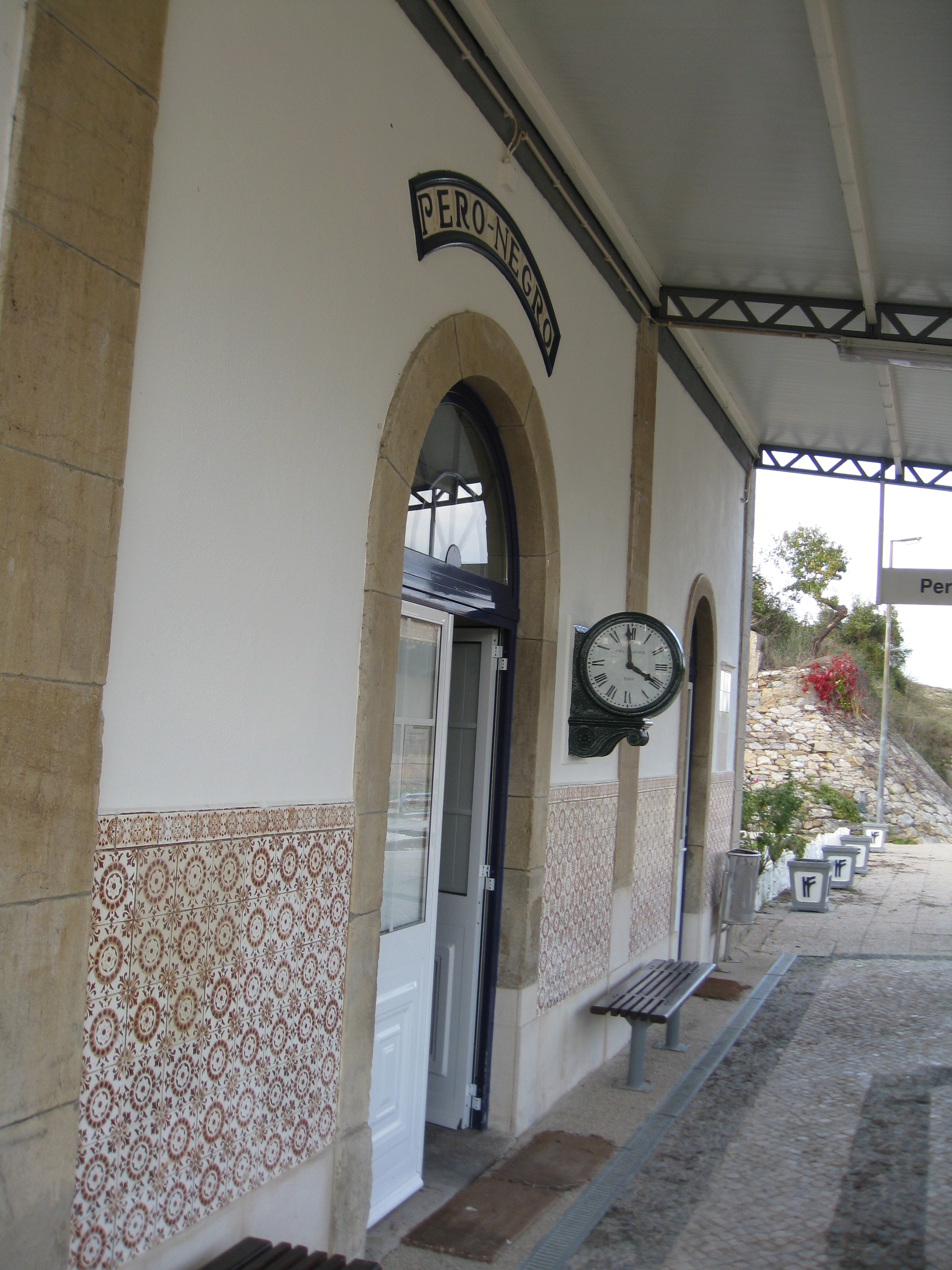
Pormenor da estação de Pero Negro, em 2009.

## Descrição

### Localização e acessos
Esta interface encontra-se junto ao Largo da República, na localidade de Pero Negro, distando cerca de duzentos metros da paragem de transporte público coletivo rodoviário mais próxima. Neste local a Linha do Oeste segue paralela ao Rio Sizandro, entre Sapataria e Torres Vedras, num troço de 18 km.

### Infraestrutura
Esta interface apresenta apenas duas vias de circulação (I e II), com comprimentos respetivos de 297 e 298 m e cada uma acessível por plataformas de 121 e 112 m de extensão, respetivamente, e ambas com 70 cm de altura. O edifício de passageiros situa-se do lado oés-noroeste da via (lado esquerdo do sentido ascendente, para  Figueira da Foz).

### Serviços
Em dados de 2023, esta interface é servida por comboios de passageiros da C.P. tipicamente com oito circulações diárias em cada sentido, entre Caldas da Rainha ou Coimbra-B ou Figueira da Foz e Lisboa - Santa Apolónia ou Mira Sintra - Meleças; estes serviços são maioritariamente de tipo regional, havendo uma circulação diária em cada sentido de tipo inter-regional (Lisboa-Caldas).

## História

### Século XIX
Esta interface parte do troço entre Agualva - Cacém e Torres Vedras, que foi aberto à exploração pela Companhia Real dos Caminhos de Ferro Portugueses em 21 de Maio de 1887.

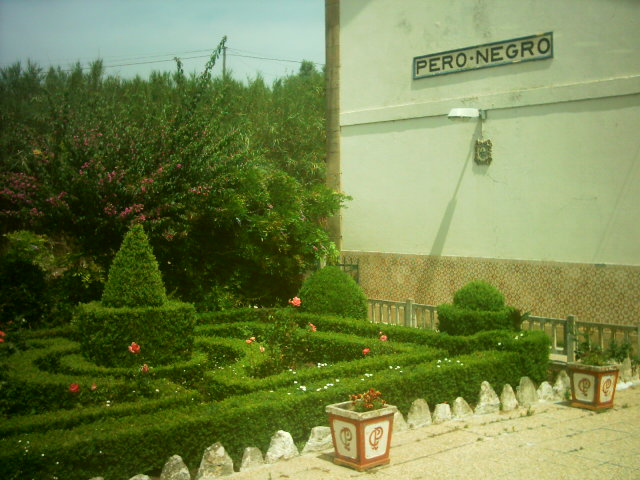
Jardim da estação em 2008.

### Século XX
No XI Concurso das Estações Floridas, organizado em 1952 pela Companhia dos Caminhos de Ferro Portugueses e pela Repartição de Turismo do Secretariado Nacional de Informação, a gare de Pero Negro foi premiada com uma menção honrosa especial. Na XIII edição do concurso, em 1954, a estação recebeu uma menção honrosa especial e um prémio de persistência.

### Século XXI
Em Janeiro de 2011, esta estação possuía duas vias de circulação, com 269 e 298 m de comprimento; as plataformas tinham correspondentemente 93 e 112 m de extensão e ambas 70 cm de altura — valores mais tarde alterados para os atuais.
Nos finais da década de 2010 foi finalmente aprovada a modernização e eletrificação da Linha do Oeste; no âmbito do projeto de 2018 para o troço a sul das Caldas da Rainha, a estação de Pero Negro irá ser alvo de remodelação a nível das plataformas e respetivo equipamento, prevendo-se a instalação de um sistema ATV — sinalização para atravessamento de via seguro (ao PK 48+084); será mantida a passagem superior existente (ao PK 47+545, com a EN9-2) bem como as duas passagens de nível próximas à estação (aos PK 46+973, com caminho vicinal, e 48+958, com a Rua 25 de Abril).

Documentação oficial publicada em finais de 2022 indicava já esta estação como tendo as vias de circulação eletrificadas em toda a sua extensão.